# Calco

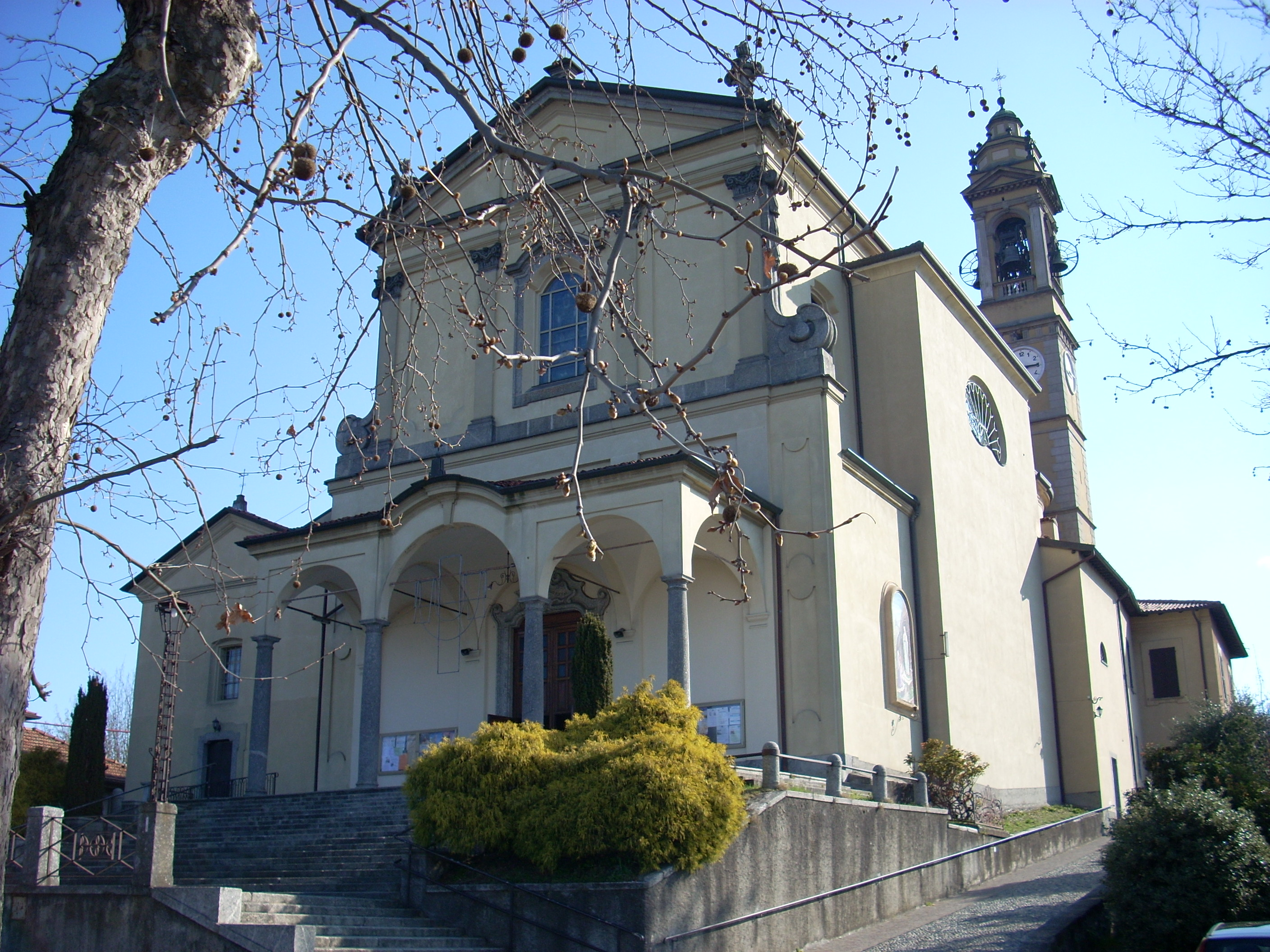
Kerk van Calco

Calco is een gemeente in de Italiaanse provincie Lecco (regio Lombardije) en telt 4284 inwoners (31-12-2004). De oppervlakte bedraagt 4,6 km², de bevolkingsdichtheid is 1010 inwoners per km².

## Demografie
Calco telt ongeveer 1740 huishoudens. Het aantal inwoners steeg in de periode 1991-2001 met 10,4% volgens cijfers uit de tienjaarlijkse volkstellingen van ISTAT.
| Jaar | Inwoneraantal |
| ---- | ------------- |
| 1991 | 3660          |
| 2001 | 4039          |

## Geografie
Calco grenst aan de volgende gemeenten: Brivio, Imbersago, Merate, Olgiate Molgora, Pontida (BG), Villa d'Adda (BG).